# Dasypeltis confusa
Dasypeltis confusa är en ormart som beskrevs av Trape och Mané 2006. Dasypeltis confusa ingår i släktet Dasypeltis och familjen snokar. Inga underarter finns listade i Catalogue of Life. Artepitetet i det vetenskapliga syftar på en ursprunglig konfusion angående artens taxonomiska position.
Ovansidan är vanligen grå till brun med några mörkare fläckar. Vissa populationer har inga fläckar.
Arten förekommer i Afrika i ett brett band söder om Sahara från Atlanten nästan till Indiska oceanen. Honor lägger ägg. Arten lever i låglandet och i bergstrakter upp till 1550 meter över havet. Habitatet utgörs av fuktiga savanner och skogar. Dasypeltis confusa äter fågelägg som hittas på marken och i växtligheten.
För beståndet är inga hot kända. Hela populationen anses vara stor. IUCN listar arten som livskraftig (LC).